# Schloss Wenkheim

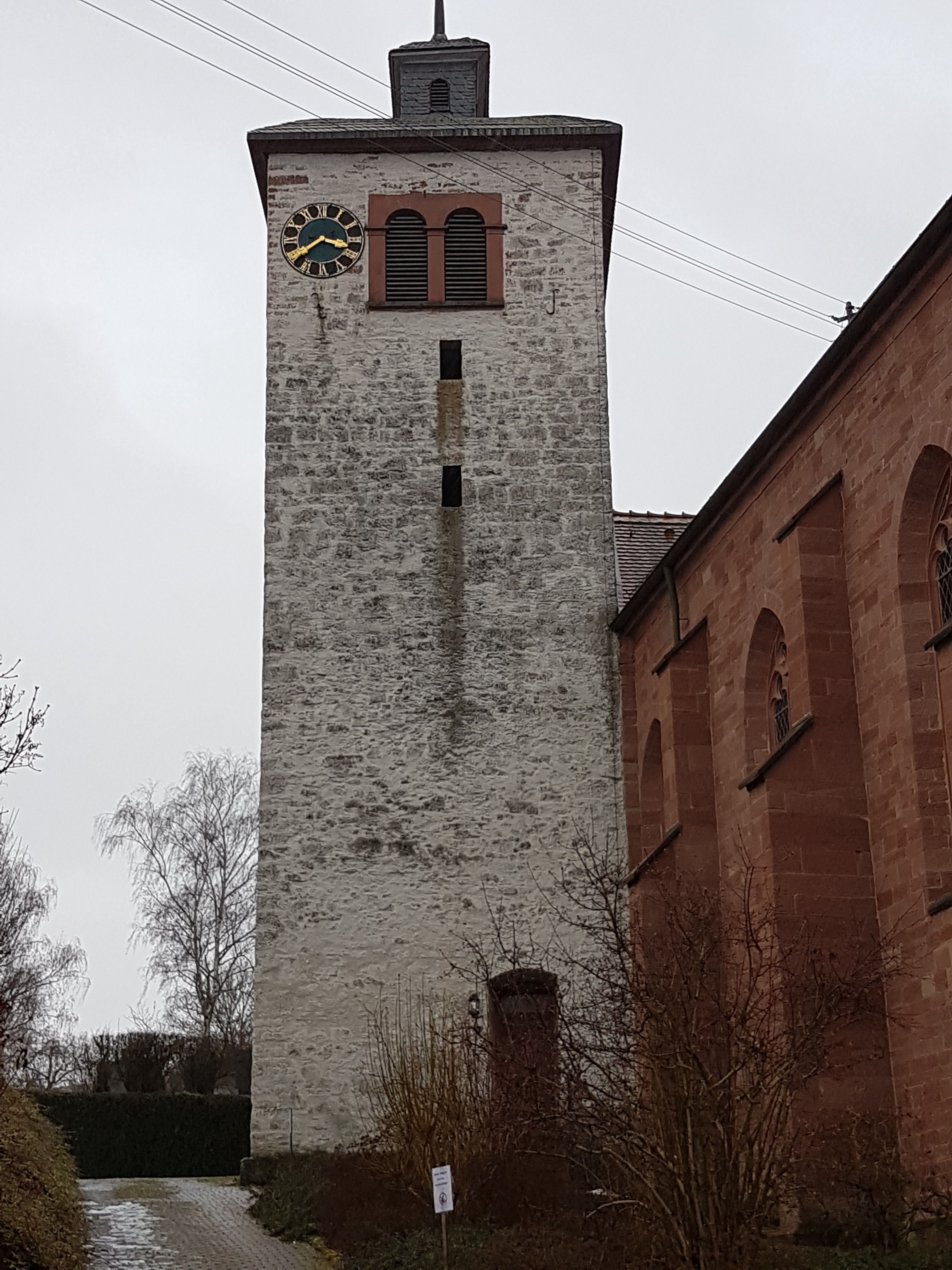
Ehemaliger Bergfried des Schlosses Wenkheim, heute Glockenturm der katholischen Kirche St. Maria

Schloss Wenkheim ist ein ehemaliges Schloss in Wenkheim, einem Ortsteil von Werbach im Main-Tauber-Kreis in Baden-Württemberg.

## Geschichte
Im 16. Jahrhundert wurde ein Neubau errichtet. Als Besitzer des Schlosses wurden die Herren von Wenkheim und der Hund von Wenkheim genannt. Im Jahre 1673 wurde das Schloss im Holländischen Krieg durch französische Truppen unter General Turenne zerstört.
Vom einstigen Schloss ist nur noch der ehemalige Bergfried erhalten, der heute als Glockenturm der katholischen Kirche St. Maria genutzt wird.